# فک پایین (بخش دهان حشره)

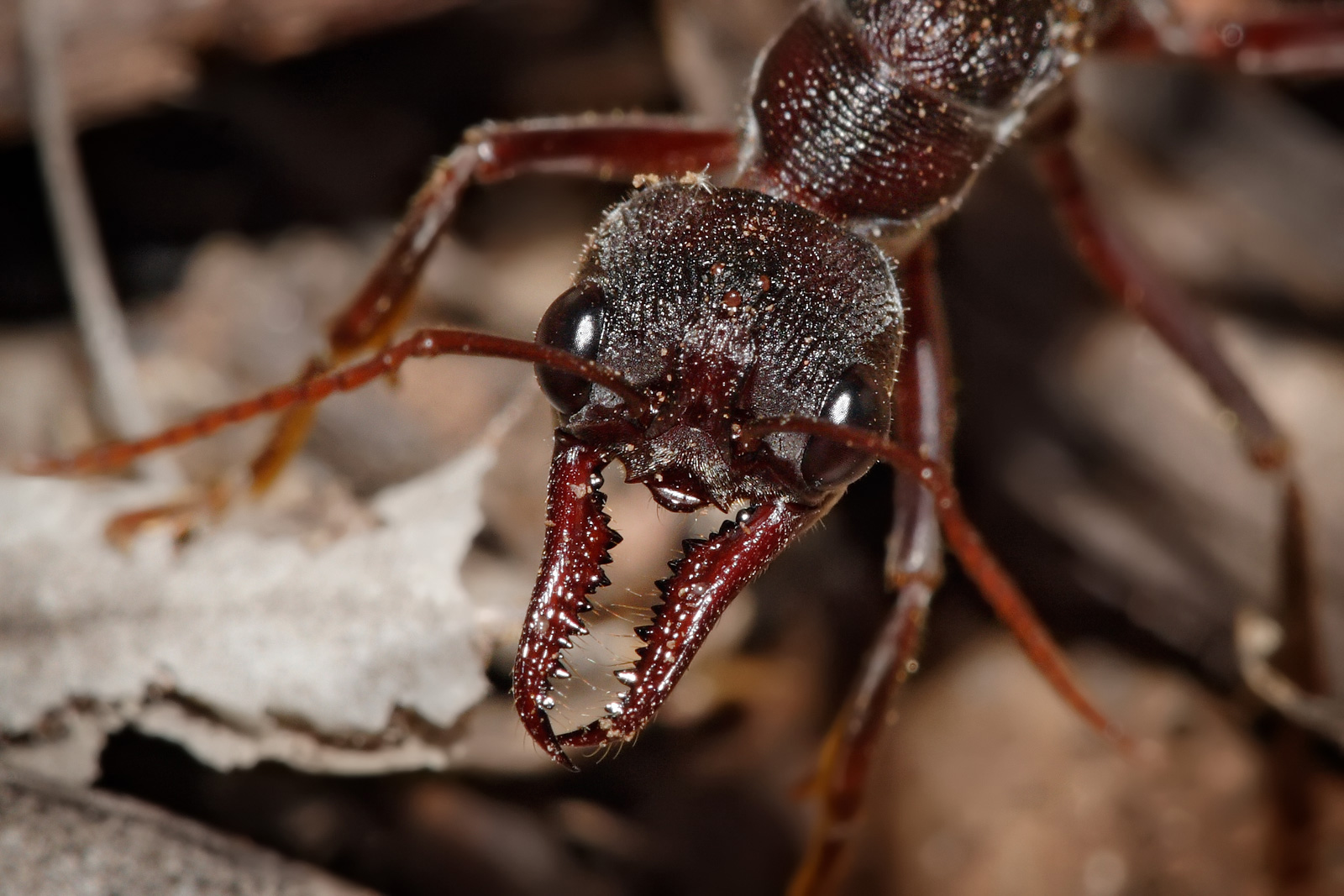
فک پایین

فک پایین (انگلیسی: Mandible) فک پایین حشره یک جفت زائده در نزدیکی دهان حشره و قدامی‌ترین آن از بین سه جفت زائده دهانی (لابروم (بخش‌های دهانی حشرات) جلوتر است، اما یک ساختار منفرد است). عملکرد آنها معمولاً گرفتن، خرد کردن یا بریدن غذای حشره یا دفاع در برابر شکارچیان یا رقبا است. فک پایین حشرات، که به نظر می‌رسد به‌طور فرگشتی از پاها گرفته شده‌اند، برخلاف مهره‌داران که به نظر می‌رسد از قوس‌های آبشش گرفته شده و به صورت عمودی حرکت می‌کنند، در صفحه افقی حرکت می‌کنند.